# Међународни дан сећања на жртве насиља заснованог на вери или уверењу
Међународни дан сећања на жртве насиља заснованог на вери или уверењу је празник који се обиљежава 22. августа у знак сјећања на жртве мржње, насиља и нетрпељивости због вјере или увјерења. Основана 28. маја 2019. године од стране Генералне скупштине Уједињених нација на иницијативу пољске дипломатије коју представља министар спољних послова Јацек Чапутович.

## Покретање иницијативе
Рад на резолуцији о успостављању Међународног дана почео је на иницијативу пољске дипломатије крајем 2018. године. Међурегионална група земаља, укључујући: Бразил, Египат, Ирак, Јордан, Канаду, Нигерија, Пакистан и Сједињене Државе, учествовала је у развој њеног текста. На крају, текст је коспонзорисало – изражавајући пуну подршку његовом садржају и опредјељењима – 88 држава чланица УН, које представљају све географске групе и различите религије и културе.

## Главни циљеви иницијативе
- промоција и заштита људских права,
- показујући право на слободу мисли и увјерења као позитиван фактор јачања демократије,
- изградњу културе мира и јачање међурелигијског дијалога,
- повећање међународне свијести о положају жртава вјерског прогона,
- интензивирање активности на потпуном поштовању права вјерских мањина,
- промовисање вјерске толеранције и поштовања различитости,
- сузбијање аката насиља у вези са вјером или увјерењем и кршења права на слободу савјести и вјероисповјести.[4]

## Прославе у Пољској 2020 године
Прославу Међународног дана сећања на жртве насиља на основу вјере или увјерења 2020. године организовала је Лабораторија за вјерске слободе која дјелује у Торуњу. Дана, 21. августа одржана је конференција за новинаре у Domu Technika NOT у Варшави на којој су учествовали Папска помоћ у Цркви у невољи и Пољско удружење медија. Циљ конференције је био упознавање јавности са идејом #MDUOAP и ширење знања о прогону због вјере. Главна прослава Међународног дана сећања на жртве насиља заснованог на вери или уверењу одржана је 22. августа у 21 час. У Пољској су осветљене зграде неких канцеларија и културних институција. Међу њима су: главна зграда Градске куће Торуњ, фасада Торуњске арене, натпис на зиду ЦКК Јорданки и унутрашњост цркве. Светог Духа у Торуњу, Таурон Арена Краков и Пјешачки мост оца Лаетус Бернатек у Кракову, Позориште Ј. Остерва у Лублину, Камен 1050. године крштења Пољске у Маршалској канцеларији у Жешову, „Пољски Версај“, односно Шчећинска филхармонија, Шопенов центар у Шафарнији, Градска вијећница у Дзиерзониову, Градска вијећница у Остров Мазовиецки, Градска вијећница у Ниси, Градска вијећница у Смигиелу, Окружна канцеларија у Виелуну, Уред опћине у Дамславек, станица Добровољне ватрогасне јединице Муне Тимбарк. Позив за учешће у обележавању Међународног дана сјећања на жртве насиља заснованог на вјери или увјерењу наишао је на велики одзив локалних власти, које су информације о прослави преносиле на својим сајтовима и медијским каналима. Тим Лабораторије за вјерску слободу окупио се на Гора Замкова у Добрзињу на ријеци Висли да ода почаст жртвама прогона паљењем бакље и молитвом.